# De Pinto (adel)
De Pinto was een familie van Belgische adel.

## Geschiedenis
Graaf Charles-Frédéric (Fritz) de Pinto (Potsdam, 2 augustus 1781 - Hodbomont, Theux, 15 april 1820) had twee zoons (zie hierna) uit zijn huwelijk met Marie Elisabeth Joséphine de Grand'Ry (Eupen, 6 januari 1783 - Theux, 30 augustus 1871), dochter van André-Joseph de Grand'Ry (1744-1801) en Marie-Isabelle Simonis (1747-1784).

## Frédéric de Pinto
Frédéric Jacques Emmanuel de Pinto (Verviers, 19 december 1816 - Theux, 3 oktober 1878) verkreeg in 1843 erkenning in de erfelijke adel met de titel graaf, overdraagbaar op alle afstammelingen. Hij trouwde in 1851 in Verviers met Marie-Thérèse Simonis (1828-1870), dochter van André Simonis (1805-1870), industrieel en schepen van Verviers, en Marie-Elisabeth de Grand'Ry (1807-1880). Ze was een zus van burggraaf Alfred Simonis, industrieel, provincieraadslid van Luik, volksvertegenwoordiger en voorzitter van de Senaat. Ze kregen twee dochters en een zoon die ongehuwd bleef:
- Élisabeth de Pinto (1852-1936), trouwde in 1875 in Theux met ridder Albert de Grand'Ry (1848-1902). Ze kregen een zoon en twee dochters, met afstammelingen tot heden.
- Marie-Emilie de Pinto (1860-1945), oprichtster van het ziekenhuis van Bormenville, trouwde in 1883 in Theux met graaf Guy de Berlaymont (1841-1897), burgemeester van Autelbas. Ze kregen een zoon en twee dochters, met afstammelingen tot heden.

## Henri de Pinto
Henri André Joseph de Pinto (Verviers, 4 november 1818 - Pepinster, 20 februari 1898) verkreeg in 1843 dezelfde erkenning en titel als zijn broer. Hij trouwde in 1848 in Verviers met Élisabeth de Biolley (1825-1874), dochter van burggraaf Raymond de Biolley (1789-1846), senator, en Marie-Isabelle Simonis (1799-1865). Ze was een zus van burggraaf Emmanuel de Biolley, industrieel, provincieraadslid van Luik, gemeenteraadslid van Verviers en senator. Ze kregen twee zoons en twee dochters.
- Emmanuel de Pinto (1849-1863)
- Agnès de Pinto (1851-1919), trouwde in 1869 in Theux met Louis Simonis (1846-1911), kolonel van de Burgerwacht in Verviers. Ze kregen tien kinderen, met afstammelingen tot heden.
- Frédéric (Fritz) Alphonse Marie Emmanuel de Pinto (Verviers, 12 maart 1855 - Pepinster, 18 maart 1920), trouwde in 1879 in Verviers met Octavie Simonis (1858-1930), dochter van Iwan Simonis (1834-1901) en Jeanne de Biolley (1836-1920). Ze kregen zeven dochters en een zoon, met afstammelingen tot heden. Zijn dochters trouwden met telgen uit de families De Meester de Betzenbroeck, Moretus de Bouchout, De Wautier en D'Hoffschmidt.
  - Emmanuel de Pinto (1880-1859), trouwde in 1918 in Brussel met gravin Christijn de Ribaucourt (1888-1962). Het huwelijk bleef kinderloos, maar het echtpaar adopteerde in 1941 hun neef Charles de Kerchove de Denterghem, die de familienaam de Kerchove de Denterghem de Pinto aannam.
- Henriette de Pinto (1962-1949)

De familie de Pinto is uitgedoofd bij de dood van Emmanuel de Pinto (voornoemd) terwijl een van zijn dochters, gravin Marie de Pinto (1896-1981), als laatste naamdraagster stierf.